# Stethorrhagus tridentatus
Stethorrhagus tridentatus is een spinnensoort uit de familie van de loopspinnen (Corinnidae).
De wetenschappelijke naam van de soort werd in 1955 gepubliceerd door Lodovico di Caporiacco.